# Джабалла, Сабри
Сабри Джабалла (араб. صبري جاب الله‎; род. 28 июня 1973) — тунисский футболист, выступавший на позиции защитника за сборную Туниса.

## Клубная карьера
Сабри Джабалла начинал свою карьеру футболиста в тунисском клубе «Ла-Марса». В 1996 году он перешёл в «Клуб Африкэн», с которым два раза становился обладателем Кубка Туниса (в 1998 и 2000 годах) и выиграл Арабскую лигу чемпионов по футболу. В сезоне 2001/02 Джабалла выступал за «Сфаксьен», а в сезоне 2003/04 — за «Ла-Марсу». В 2005 году защитник завершил свою игровую карьеру, будучи футболистом команды «Ла-Гулет-э-Крам». 

## Карьера в сборной
Сабри Джабалла играл за сборную Туниса на Кубке африканских наций 1996 года в ЮАР, где провёл за неё три матча: группового этапа с Мозамбиком, четвертьфинала с Габоном и финала с ЮАР. Он также сыграл в одном матче футбольного турнира летних Олимпийских игр 1996 в США: группового этапа с хозяевами соревнования. 
Сабри Джабалла был включён в состав сборной Туниса на Кубок африканских наций 1998 года в Буркина-Фасо и чемпионат мира по футболу 1998 года во Франции, но на поле в рамках обоих турниров так и не вышел. 

## Достижения
«Клуб Африкэн»
- Обладатель Кубка Туниса (2): 1997/98, 1999/00